# Grčka vaterpolska reprezentacija
Grčka vaterpolska reprezentacija predstavlja državu Grčku u športu vaterpolu.
Krovna ustanova:

## Povijest
Grčka je cijelo stoljeće bila vaterpolski nepoznata, odnosno nije predstavljala ništa u europskom ni svjetskom vaterpolu.
Ipak, kao posljedica rada poznatih hrvatskih vaterpolskih stručnjaka u grčkim klubovima od 1970-ih pa nadalje (Nakić i ini), grčki je vaterpolo ubrao plodove u drugoj polovici 1990-ih, kada su grčki klubovi počeli biti ozbiljnom preprekom europskim vaterpolskim velesilama.
Grčka je priredila iznenađenje osvojivši broncu na SP-u 2015. u Kazanju. U skupini je pobijedila Italiju, SAD i Rusiju, a u četvrtzavršnici na peterce izbacila Australiju. Na peterce je izgubila od Hrvatske u poluzavršnici, ali i pobijedila Italiju u utakmici za treće mjesto.
Najveći uspjeh grčkog vaterpola je ulaz u završnicu olimpijskog turnira u Tokiju 2020. godine.

## Sastavi na svjetskim prvenstvima
- 2019.: Manos Zerdevas, Konstantinos Genidounias, Dimitris Skoumpakis, Marios Kapotsis, Yanis Fountoulis, George Dervisis, Aleksandros Papanastasiou, Stelio Argyropoulos, Kostas Mourikis, Chistodoulos Kolomvos, Angelos Vlachopoulos, Aleksandros Gounas, Konstantinos Galanidis; izbornik Theodoros Vlachos

- 2024.: Manos Zerdevas, Konstantinos Genidounias, Dimitris Skoumpakis, Konstantinos Giouvetsis, Yanis Fountoulis, Aleksandros Papanastasiou, Nikolaos Gillas, Stelios Argyropoulos, Yanis Alafragkis, Konstantinos Kakaris, Dimitrios Nikolaidisis, Angelos Vlachopoulos, Panagiotis Tzortzatos, Efstathios Kalogeropoulos, Nikolaos Papanikolaou; izbornik Theodoros Vlachos

## Nastupi na velikim natjecanjima

### Olimpijske igre
- 1920.: 5. mjesto
- 1924.: prvi krug
- 1948.: prvi krug
- 1964.: 7. mjesto
- 1968.: 14. mjesto
- 1972.: 14. mjesto
- 1980.: 10. mjesto
- 1984.: 8. mjesto
- 1988.: 9. mjesto
- 1992.: 10. mjesto
- 1996.: 6. mjesto
- 2000.: 10. mjesto
- 2004.: 4. mjesto
- 2008.: 7. mjesto
- 2012.: 9. mjesto
- 2016.: 6. mjesto
- 2020.:  srebro

### Svjetska prvenstva
- 1973.: 12. mjesto
- 1978.: 12. mjesto
- 1982.: 12. mjesto
- 1986.: 11. mjesto
- 1991.: 10. mjesto
- 1994.: 7. mjesto
- 1998.: 8. mjesto
- 2001.: 6. mjesto
- 2003.: 4. mjesto
- 2005.:  bronca
- 2007.: 6. mjesto
- 2013.: 6. mjesto
- 2015.:  bronca
- 2017.: 4. mjesto
- 2019.: 7. mjesto
- 2022.:  bronca
- 2023.:  srebro

### Svjetski kupovi
- 1985.: 8. mjesto
- 1987.: 8. mjesto
- 1993.: 7. mjesto
- 1995.: 6. mjesto
- 1997.:  srebro
- 1999.: 7. mjesto
- 2002.: 5. mjesto
- 2006.: 7. mjesto
- 2023.: 5. mjesto

### Svjetske lige
- 2002.: 4. mjesto
- 2003.: 5. mjesto
- 2004.:  bronca
- 2005.: 5. mjesto
- 2006.:  bronca
- 2008.: 8. mjesto
- 2016.:  bronca
- 2019.: 7. mjesto
- 2020.:  bronca
- 2022.: 7. mjesto

### Europska prvenstva
- 1995.: 9. mjesto
- 1997.: 7. mjesto
- 1999.: 4. mjesto
- 2001.: 7. mjesto
- 2003.: 7. mjesto
- 2006.: 6. mjesto
- 2008.: 11. mjesto
- 2010.: 9. mjesto
- 2012.: 6. mjesto
- 2014.: 6. mjesto
- 2016.: 4. mjesto
- 2018.: 5. mjesto
- 2020.: 7. mjesto
- 2022.: 5. mjesto
- 2024.: 5. mjesto

### Europski kupovi
- 2018.: 7. mjesto
- 2019.: 7. mjesto

## Sastav 2011.
| Ime i prezime             | Klub          |
| ------------------------- | ------------- |
| Nikolaos Deligiannis      | Olympiakos    |
| Emmanouil Mylonakis       | Vouliagmeni   |
| Andreas Miralis           | Chios         |
| Konstantinos Kokkinakis   | Panathinaikos |
| Theodoros Chatzitheodorou | Chios         |
| Argyris Theodoropoulos    | Chios         |
| Christos Afroudakis       | Vouliagmeni   |
| Evangelos Delakas         | Olympiakos    |
| Georgios Afroudakis       | Panathinaikos |
| Ioannis Fountoulis        | Olympiakos    |
| Konstantinos Mourikis     | Olympiakos    |
| Matthaios Voulgarakis     | Vouliagmeni   |
| Filippos Karampetsos      | Chios         |
| Dragan Andrić             |               |